# Regal Princess (2014)

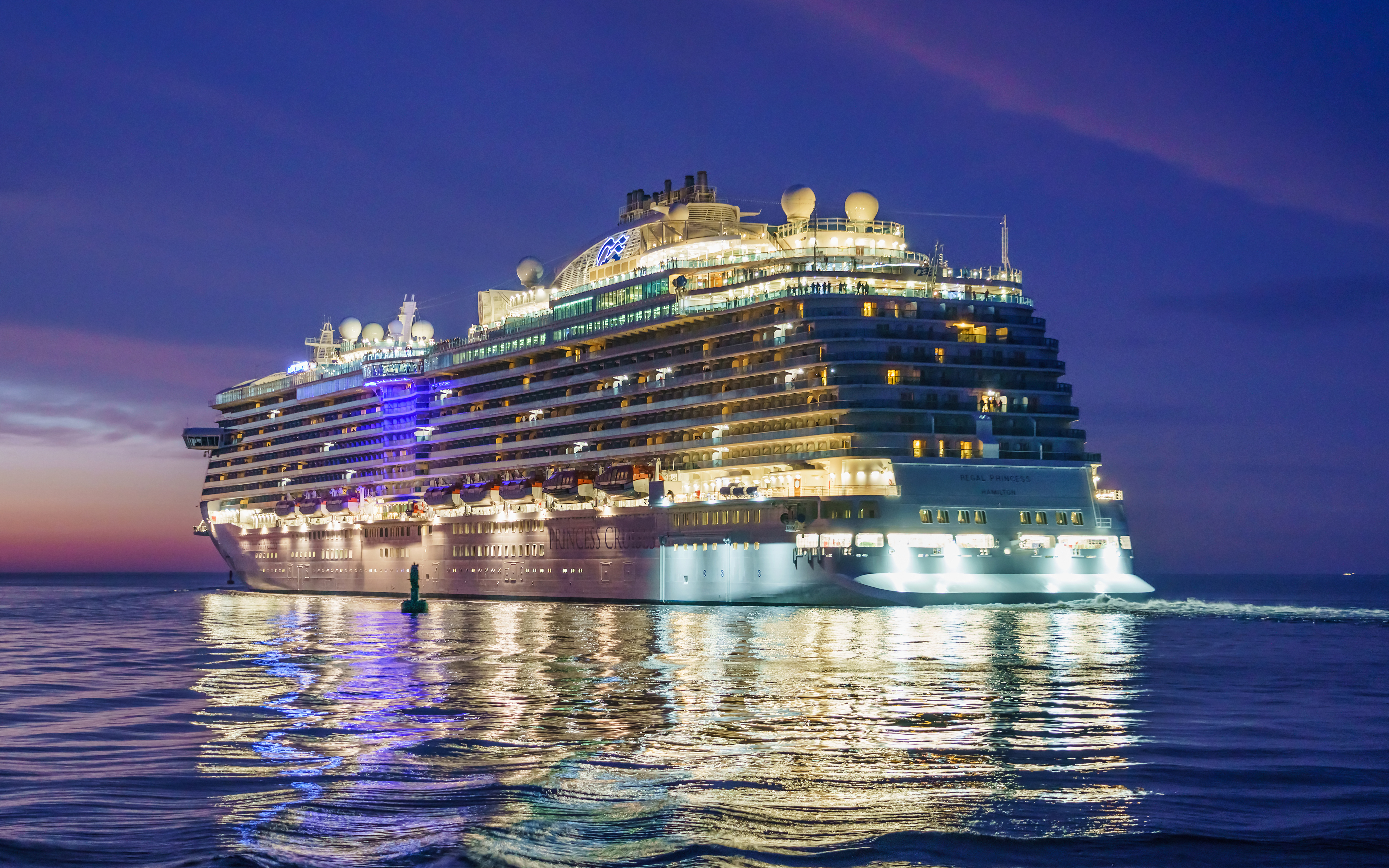
Le Regal Princess près du port de Rostock. Mai 2018.

Le Regal Princess est un paquebot de croisière de la compagnie maritime Princess Cruises, lancé en mai 2013. Il a été construit par Fincantieri à Monfalcone, en Italie.